# HMOS
HMOS son las siglas de high performance N-channel MOS (tecnología MOS de canal N de alto rendimiento). Esta tecnología fue desarrollada por Intel y consiste en circuitos integrados de lógica digital que usa solo un voltaje de fuente de alimentación único. A diferencia de las familias lógicas anteriores de nMOS (semiconductor de óxido de metal tipo n) las cuales necesitaban más de un voltaje de fuente de alimentación diferente. Aunque la fabricación de estos circuitos integrados requirió pasos de procesamiento adicionales, la velocidad de conmutación mejorada y la eliminación de la fuente de alimentación adicional hicieron de esta familia lógica la opción preferida para muchos microprocesadores y otros elementos lógicos. Algunos microprocesadores realizados en tecnología HMOS son el Motorola 68000, Intel 80286, etc.